# Henry Hodgkin
Pour les articles homonymes, voir Hodgkin.
Henry Hodgkin (1877-1933) était un médecin et un missionnaire quaker anglais qui fut au cours de sa vie l'un des fondateurs de la West China Union University (en) à Chengdu, l'un des principaux inspirateurs et fondateurs du mouvement pacifiste chrétien le Fellowship of Reconciliation puis de son extension internationale l'International Fellowship of Reconciliation ou Mouvement international de la Réconciliation) et le premier directeur du centre de rencontres quaker de Pendle Hill, près de Philadelphie.

## Biographie

### Enfance et formation
Henry Theodore Hodgkin est né le 21 avril 1877 dans une famille très fortunée de Darlington au nord de l’Angleterre. Il est le fils de Jonathan Backhouse Hodgkin (1843-1926), banquier et maire de Darlington et de Mary Anna Pease, tous deux de familles quaker. Les Hodgkin habitaient l'immense manoir victorien de Elm Ridge à Darlington. Il a fait ses études à King's College à Cambridge puis à St Thomas' Hospital à Londres, d’où il sort en 1905 avec un diplôme de docteur en médecine. Très grand, doté d’un charisme hors du commun, il fut élu président de l'Union missionnaire étudiante anglaise (English Student Missionary Union) de 1902 à 1905. Cette union avait pour but de recruter des missionnaires parmi les étudiants.

### Travail missionnaire en Chine
Dès la fin de ses études en 1905, Henry Hodgkin partit dans le Sichuan en Chine avec l’organisation missionnaire quaker The Friends' Foreign Missionary Association (devenue par la suite The Friends Service Council) ; il y resta jusqu’en 1909. Pendant ce séjour, il participe à la fondation de la West China Union University (en) à Chengdu, université soutenue par plusieurs églises protestantes jusqu’à sa fermeture en 1926, date à laquelle les enseignants chinois la reprennent et en perpétuent le travail qui se poursuit jusqu’à ce jour au travers des diverses universités de Chengdu.
De 1910 à 1920, Henry Hodgkin retourna en Angleterre pour être le secrétaire général de The Friends' Foreign Missionary Association. Il repartit pour la Chine en 1921 pour donner une série de conférences à l’occasion desquelles il fut sollicité pour devenir l’un des secrétaires du Conseil national chrétien de Chine (National Christian Council of China), poste qu’il occupa de 1922 à 1929,.

### Lancement du Mouvement international de la Réconciliation
Pendant sa décennie en Angleterre de 1910 à 1920, il devint actif sur la scène pacifiste. Le 1er août 1914, il était présent à Constance à la conférence du « Conseil des Églises des empires britannique et allemand pour la promotion des relations amicales entre les deux peuples », organisation dont le pasteur luthérien allemand Friedrich Siegmund-Schultze était le secrétaire. Mais le début de la guerre mit fin aux débats avant même qu’ils ne commencent ! Avec beaucoup de difficultés, et en jouant de ses bonnes relations avec la cour impériale en tant qu’ancien pasteur de la Friedenskirche de Potsdam, le pasteur Siegmund-Schultze réussit à assurer le retour des 130 participants britanniques en obtenant un train spécial pour les Pays-Bas via Cologne. C’est lors des derniers adieux avec les Britanniques sur le quai de la gare centrale de Cologne le 3 août 1914 qu’eut lieu l'accolade entre Henry Hodgkin et Friedrich Siegmund-Schultze au cours de laquelle ils se promirent mutuellement de rester unis dans le Christ malgré la guerre et de proclamer le message de paix de l’Évangile quelles que soient les circonstances. Cet adieu solennel fut en quelque sorte le moment fondateur du mouvement de la Réconciliation ; sur sa lancée, les deux hommes se mirent à travailler sans relâche pour rétablir la paix entre leurs deux nations et au-delà, envers et contre les politiques de leurs gouvernements respectifs.
Dès son retour en Angleterre, Hodgkin tint parole et prit l’initiative de réunir au Queens' College de Cambridge, où il donnait alors des cours de philosophie, un groupe œcuménique d’une vingtaine de personnes souhaitant réfléchir aux implications de la guerre sur leur vie personnelle et sociale. Ils rédigèrent une déclaration commune affirmant qu’ils ne pouvaient concevoir un Dieu nationaliste et n’étaient pas d’accord pour soumettre les enseignements du Sermon sur la Montagne à un moratoire pour la durée de la guerre. Le mouvement Fellowship for Reconciliation était né, au niveau de l’Angleterre. Une autre réunion réunit 128 personnes à Trinity College, Cambridge, au cours de laquelle Henry Hodgkin fut élu président du mouvement.
En 1915, Hodgkin prit la tête d’une délégation de 66 personnes pour rencontrer des sympathisants américains, notamment dans le cadre de Union Theological Seminary à New-York, et fonder, le 11 novembre 1915, la branche américaine de la Fellowship for Reconciliation. Il y avait parmi eux Edward Evans, Norman Thomas, l'éducatrice socialiste Jessie Wallace Hughan (qui fondera en 1923 la War Resisters League (en), première organisation pacifiste laïque), l’évêque épiscopalien Paul Jones (qui sera écarté de son diocèse de l’Utah en 1918 en raison de son opposition à la Première Guerre mondiale), Grace Hutchins et John Haynes Holmes, pasteur de l'Église unitarienne, mais aussi le théologien Reinhold Niebuhr, qui deviendra critique du pacifisme chrétien et rompra avec l'IFOR dans les années 1930.

### Œuvre aux États-Unis
En 1929 Henry Hodgkin fut appelé à Philadelphie pour lancer le centre de rencontres quaker de Pendle Hill (du nom de la colline du Lancashire où George Fox, le fondateur du quakerisme, eut sa vision fondatrice). L'historien Douglas Gwyn montre le rôle prépondérant Henry Hodgkin, premier directeur du centre, qui y contribua de sa profondeur spirituelle et de sa vision des besoins de la société à l'élaboration d'une vision pour le centre de rencontres. La vision retenue fut de faire de Pendle Hill « un lieu de culture spirituelle vivante et un lieu de formation pour des leaders ». Après une réunion convoquée en 1929 par Henry  Hodgkin avec un groupe d'une douzaine de responsables, les quatre axes stratégiques suivants furent retenus:
- Une maison calme, lieu de paix et de silence ;
- Une école de prophètes, un lieu pour se poser sur quelques questions bien choisies plutôt que d'enseigner sur de trop nombreux sujets ;
- Un laboratoire d'idées, un lieu pour mettre les idées à l'épreuve de la pratique ; et
- Une fraternité autour du Christ englobant les étudiants et les employés du centre.

Henry Hodgkin dut quitter ce poste en 1932 pour raison de santé.

## Œuvres
Henry  Hodgkin a écrit plusieurs livres, notamment : 
- Le message et la mission du quakerisme (The Message and Mission of Quakerism), avec l'historien William Charles Braithwaite (1862-1922) (1912)
- Des amis au-delà des mers (Friends beyond the Seas) (1916)[10]
- La révolution chrétienne (The Christian Revolution) (1923)
- Questions de vie en Chine (Living Issues in China) (1932)

## Philosophie
La philosophie d'Henry Hodgkin était ancrée dans sa foi quaker, marquée par l'adhésion au pacifisme et par sa forte sensibilitié sociale. Selon l'un de ses biographes, Henry Hodgkin était « un homme aussi large d'esprit qu'il était grand de corps ». Il résumait ainsi son propre parcours : « Par des processus trop nombreux et divers pour même les résumer, je suis arrivé à une position qui peut être résumée d'une manière générale à peu près comme ceci: je crois que ce qui est le meilleur de la part de Dieu pour un autre peut être si différent de mon expérience et de mon mode de vie que cela peut être effectivement impossible pour moi. Je reconnais qu'un changement s'est opéré en moi, à partir de mon a priori initial que mes façons de faire sont les meilleures, pour en arriver à une reconnaissance totale du fait qu'il n'y a pas de façon de faire qui soit meilleure qu'une autre, et que Dieu a besoin de toute une diversité de gens et de modes de vie au travers desquelles il puisse se manifester dans ce monde. Cela a apparemment conduit à deux conclusions qui affectent grandement ma conduite. La première est que je me surprends à vouloir apprendre des gens que j'aurais auparavant considérés comme de simples objets de mon « zèle missionnaire ». Découvrir d'autres façons par lesquelles Dieu agit - même si cela peut m'apparaître désagréable ou dangereux - constitue une grande partie du plaisir de la vie. La deuxième direction dans laquelle la conduite est influencée est la tentative délibérée de partager la vie et intérêts d'autres personnes qui ne sont pas dans mon cercle ... [car] dans un tel partage, je peux comprendre en profondeur la vie de l'autre et par là atteindre, peut-être, de nouvelles vérités au sujet de Dieu ».

## Famille
Henry Hodgkin avait épousé Elizabeth Joy Montgomery. Ils eurent trois enfants. Il décéda le 26 mars 1933 à Dublin des suites d’une opération. 
Sa famille comporte de nombreuses personnalités qui ont marqué la région de Darlington :
- Son père banquier avait financé le développement industriel de la région.
- Son beau-père John Pease, fils aîné d'Edward Pease « père du chemin de fer », était un riche industriel quaker qui fit bâtir le manoir de Elm Ridge[11].
- Son frère Jonathan Edward Hodgkin (1875-1953), resté à Darlington après ses études d'ingénieur électricien, se distingua d'abord par son engagement civique pendant la Guerre de 1914-1918 en dirigeant la branche locale de l'organisation humanitaire quakers apportant de l'aide humanitaire aux populations civiles touchées par la guerre (The Friends War Victims Relief Committee - FWVRC[12]). Puis à partir de 1916 il intervint comme aumônier quaker en soutien aux objecteurs de conscience enfermés dans la prison de Durham et dans le service de transport des blessés. Il fut également trésorier de la London Peace Society[13].
- Sa sœur Mary Hodgkin (1882-1956) fut longtemps secrétaire de la mission de la Ville de Darlington. Elle fit le nécessaire afin de rassembler les fonds nécessaires à la construction d'une chapelle pour servir les besoins des patients de l'hôpital de Darlington[14].

## Sources
- (en) Gijsbert Gerrit Jacob den Boggende, The Fellowship of Reconciliation 1914-1945, A Thesis Submitted to the School of Graduate Studies in Partial Fulfillment of the Requirements for the Degree Doctor of Philosophy, McMaster University, Hamilton, Ontario, 1986
- (en) Dave D’Albert, A Lexicon of Spiritual Leaders In the IFOR Peace Movement, Part 1, Version 3, 2010
- (en) Douglas Gwyn, Personality and Place: The Life and Times of Pendle Hill, Broché – 22 décembre 2014,  (ISBN 9781500549367)
- (en) Nécrologie parue dans le British Medical Journal, 1er avril 1933